# 馬思良
馬思良（？—1537年），和名國頭親方正胤，琉球國第二尚氏王朝政治家。他是國頭御殿的元祖。
馬思良是伊是名島人，為奥間カンジャー的次子，為無官的百姓。尚圓王尚未發迹時，其父奥間カンジャー曾幫助過他。有一次，村民想要殺死尚圓，馬思良深知其事，偷偷告訴尚圓，使他得以逃往首里，救了他一命。尚圓王即位後，為了報答恩情，將馬思良提拔為士族，授予國頭間切總地頭。
大約在正德年間，馬思良被尚真王任命為三司官。歷仕尚真王、尚清王兩朝，直到嘉靖十六年逝世。
其孫馬順德（國頭親方正格）後來也擔任三司官的職務。